# 杨树浦路
杨树浦路是中國上海市虹口区与杨浦区南部、滨临黄浦江的一条东西向干道，西起惠民路，东至黎平路，全长5586米。杨树浦路西段設有上海軌道交通四号线杨树浦路站。

## 历史
1871年，上海公共租界工部局自下海浦提篮桥向东辟筑杨树浦路，直至杨树浦港。1884年，又越过杨树浦港，继续向东延筑至黎平路。
1895年中日马关条约签订后，外商大举在华开设工厂，濒临黄浦江的杨树浦路南侧一带，迅速建成了毛条、毛纺、丝织、造船、发电、煤气、自来水、化工、制皂等40多家大中型工厂，形成中国规模最大最具规模的工业区之一。其中杨树浦水厂为英国古典城堡式造型，1883年建成供水，是中国最早的现代化地面水厂。
杨树浦路的北侧，则形成大片工人住宅区，以旧式里弄和大量棚户区为主，包括鼎和里、新康里、华忻坊等26条里弄。杨树浦路目前大部分路段店铺稀少，只在宁国南路至临青路之间，集中了数十家中小型商店。

## 公交线路
杨树浦路沿线公交有8、28、60、70、79、80、124、134、135、137、577、813、853等。